# Foot Ball Club di Roma 1909-1910
Questa pagina raccoglie le informazioni riguardanti il Foot Ball Club di Roma nelle competizioni ufficiali della stagione 1909-1910.

## Stagione
Nel 1909, con la costituzione del Comitato Regionale Laziale, il football romano iniziò ad assumere forme ufficiali in seno alla FIGC. Oltre a tornei locali e incontri amichevoli, venne istituito il campionato di Terza Categoria.

## Divise
La divisa del Roman era costituita da maglia rossa con colletto a polo e bordi manica gialli, pantaloncini bianchi e calzettoni rossi con dettagli gialli. I portieri indossavano una maglia con colletto a polo gialla, pantaloncini bianchi e calzettoni gialli.
| Casa     | \| Portiere \| |
| Portiere |                |

## Rosa
| N. |                   | Ruolo | Calciatore        |
| -- | ----------------- | ----- | ----------------- |
|    | Italia (bandiera) | P     | Francesco Peroni  |
|    | Italia (bandiera) | P     | Clemente Serventi |
|    | Italia (bandiera) | D     | Mario De Fiori    |
|    | Italia (bandiera) | D     | Giulio Olivieri   |
|    | Italia (bandiera) | D     | Tancredi-Hay      |
|    | Italia (bandiera) | D     | Mattioli          |
|    | Italia (bandiera) | D     | Coletti           |
|    | Italia (bandiera) | D     | Pietro Ferrari    |
|    | Italia (bandiera) | C     | Enzo Casalini     |

| N. |                   | Ruolo | Calciatore                    |
| -- | ----------------- | ----- | ----------------------------- |
|    | Italia (bandiera) | C     | Nicola Maraini                |
|    | Italia (bandiera) | C     | Suardi                        |
|    | Italia (bandiera) | C     | Paolo Telfener                |
|    | Italia (bandiera) | C     | Howard                        |
|    | Italia (bandiera) | C     | Hubert Fielding               |
|    | Italia (bandiera) | C     | Peratoner                     |
|    | Italia (bandiera) | A     | Ignazio Borsarelli (capitano) |
|    | Italia (bandiera) | A     | Ernesto De Fiori              |
|    | Italia (bandiera) | A     | Serena                        |

## Risultati

### Terza Categoria
| Arbitro: | Fioranti (Roma) |

|                 |           |  |
| Fielding Howard | Marcatori |  |

| Arbitro: | Neville (Roma) |

|                                     |           |            |
| De Censi autogol De Fiori Ancherani | Marcatori | Borsarelli |

| Arbitro: | Canalini (Roma) |

|  |           |     |
|  | Marcatori | Gol |

| Roma 10 aprile 1910, ore 14:00 CEST 4ª giornata | Juventus Roma | 0 – 0 | Roman | Campo Piazza d'Armi |

| Roma 17 aprile 1910, ore 14:00 CEST 5ª giornata      | Roman     | 0 – 6              | Lazio | Campo Prato dei Daini |
| \| \| \| \| \| \| Marcatori \| Levi ? ? Di Napoli \| |           |                    |       |                       |
|                                                      |           |                    |       |                       |
|                                                      | Marcatori | Levi ? ? Di Napoli |       |                       |

| Roma 24 aprile 1910, ore 14:00 CEST 6ª giornata | Roman | 3 – 2 | Fortitudo |  |

## Statistiche
Statistiche aggiornate al 5 febbraio 2019.

### Statistiche di squadra
| Competizione    | Punti | In casa | In casa | In casa | In casa | In casa | In casa | In trasferta | In trasferta | In trasferta | In trasferta | In trasferta | In trasferta | Totale | Totale | Totale | Totale | Totale | Totale | DR |
| Competizione    | Punti | G       | V       | N       | P       | Gf      | Gs      | G            | V            | N            | P            | Gf           | Gs           | G      | V      | N      | P      | Gf     | Gs     | DR |
| --------------- | ----- | ------- | ------- | ------- | ------- | ------- | ------- | ------------ | ------------ | ------------ | ------------ | ------------ | ------------ | ------ | ------ | ------ | ------ | ------ | ------ | -- |
| Terza Categoria | 7     | 3       | 2       | 0       | 1       | 6       | 8       | 3            | 1            | 1            | 1            | 2            | 6            | 6      | 3      | 1      | 2      | 8      | 14     | -6 |
| Totale          | -     | 3       | 2       | 0       | 1       | 6       | 8       | 3            | 1            | 1            | 1            | 2            | 6            | 6      | 3      | 1      | 2      | 8      | 14     | -6 |